# Doddadalavatta, Madhugiri
Doddadalavatta là một làng thuộc tehsil Madhugiri, huyện Tumkur, bang Karnataka, Ấn Độ.